# العلاقات الباربادوسية اللاوسية
العلاقات الباربادوسية اللاوسية هي العلاقات الثنائية التي تجمع بين باربادوس ولاوس.

## مقارنة بين البلدين
هذه مقارنة عامة ومرجعية للدولتين:
| وجه المقارنة                                              | باربادوس       | لاوس        |
| --------------------------------------------------------- | -------------- | ----------- |
| المساحة (كم2)                                             | 439            | 236.80 ألف  |
| عدد السكان (نسمة)                                         | 285.72 ألف     | 6.86 مليون  |
| الكثافة السكانية (ن./كم²)                                 | 65.08 ألف      | 28.97       |
| العاصمة                                                   | بريدج تاون     | فيينتيان    |
| اللغة الرسمية                                             | لغة إنجليزية   | اللغة اللاو |
| العملة                                                    | دولار بربادوسي | كيب لاوي    |
| الناتج المحلي الإجمالي (بليون دولار)                      | 4.80 مليار     | 16.85 مليار |
| الناتج المحلي الإجمالي (تعادل القوة الشرائية) بليون دولار | 4.66 مليار     | 38.71 مليار |
| الناتج المحلي الإجمالي الاسمي للفرد دولار أمريكي          | 15.43 ألف      | 1.82 ألف    |
| الناتج المحلي الإجمالي للفرد دولار أمريكي                 | 16.06 ألف      |             |
| مؤشر التنمية البشرية                                      | 0.795          | 0.575       |
| رمز المكالمات الدولي                                      | +1246          | +856        |
| رمز الإنترنت                                              | .bb            | .la         |
| المنطقة الزمنية                                           | 00             | ت ع م+07:00 |

## منظمات دولية مشتركة
يشترك البلدان في عضوية مجموعة من المنظمات الدولية، منها:
| علم المنظمة | اسم المنظمة                        | تاريخ انضمام باربادوس | تاريخ انضمام لاوس |
| ----------- | ---------------------------------- | --------------------- | ----------------- |
|             | مؤسسة التنمية الدولية              | 29 سبتمبر 1999        | 28 أكتوبر 1963    |
|             | يونسكو                             | 24 أكتوبر 1968        | 9 يوليو 1951      |
|             | وكالة ضمان الاستثمار متعدد الأطراف | 12 أبريل 1988         | 5 أبريل 2000      |
|             | الأمم المتحدة                      | 9 ديسمبر 1966         | 14 ديسمبر 1955    |
|             | البنك الدولي للإنشاء والتعمير      | 12 سبتمبر 1974        | 5 يوليو 1961      |
|             | منظمة حظر الأسلحة الكيميائية       | ?                     | ?                 |
|             | مؤسسة التمويل الدولية              | 25 يونيو 1980         | 29 يناير 1992     |
|             | منظمة الشرطة الجنائية الدولية      | ?                     | ?                 |

## وصلات خارجية
- موقع وزارة الخارجية الباربادوسية
- موقع وزارة الخارجية اللاوسية